# Kim Min-seo
Kim Min-seo (16 de marzo de 1984) es una actriz surcoreana. Debutó con el nombre artístico Kim Se-ha en el grupo de K-pop Mint, con tres miembros, activo entre 1999-2000. Cuando Mint se separó, volvió a la actuación. Es conocida por su papel como la villana Reina Consorte en el drama Moon Embracing the Sun (2012).

## Filmografía

### Serie de televisión
| Año  | Título                                                                   | Rol            | Red  |
| ---- | ------------------------------------------------------------------------ | -------------- | ---- |
| 2008 | I Love You                                                               | Ah-young       | SBS  |
| 2010 | Bad Guy                                                                  | Choi Sun-young | SBS  |
| 2010 | Sungkyunkwan Scandal                                                     | Cho-sun        | KBS2 |
| 2010 | It's Okay, Daddy's Girl                                                  | Park Da-bin    | SBS  |
| 2011 | Baby Faced Beauty                                                        | Kang Yoon-seo  | KBS2 |
| 2011 | Drama Special "Human Casino"                                             | Seo Jung-sun   | KBS2 |
| 2011 | Drama Special "Behind the Scenes of the Seokyeong Sports Council Reform" | Jeon Se-young  | KBS2 |
| 2012 | Moon Embracing the Sun                                                   | Yoon Bo-kyung  | MBC  |
| 2013 | 7th Grade Civil Servant                                                  | Shin Sun-mi    | MBC  |
| 2013 | Case Number 113                                                          | Seung-joo      | SBS  |
| 2013 | Good Doctor                                                              | Yoo Chae-kyung | KBS2 |
| 2014 | Rosy Lovers                                                              | Baek Soo-ryun  | MBC  |
| 2015 | Splendid Politics                                                        | Jo Yeo-jeong   | MBC  |
| 2016 | I'm Sorry, But I Love You                                                | Jung Mo-ah     | SBS  |
| 2017 | Witch at Court                                                           | Heo Yoon-kyung | KBS2 |

### Cine
| Año  | Título           | Papel   | Notas                         |
| ---- | ---------------- | ------- | ----------------------------- |
| 2012 | Fighting! Family |         | segmento: "En Buena Compañía" |
| 2014 | Murderer         | Mi-hee  |                               |
| 2017 | Coffee Mate      | Yoon-jo |                               |